# Rafael Moreno López
Rafael Moreno López (Málaga, 25 de agosto de 1966) es un deportista español que compitió en judo adaptado. Ganó una medalla de plata en los Juegos Paralímpicos de Sídney 2000 en la categoría de +100 kg.

## Palmarés internacional
| Juegos Paralímpicos | Juegos Paralímpicos | Juegos Paralímpicos | Juegos Paralímpicos |
| Año                 | Lugar               | Medalla             | Categoría           |
| ------------------- | ------------------- | ------------------- | ------------------- |
| 2000                | Sídney (Australia)  | Medalla de plata    | +100 kg             |